# Schlacht bei ʿAin Dschālūt
Die Schlacht bei ʿAin Dschālūt (arabisch معركة عين جالوت, DMG Maʿrakat ʿAin Ǧālūt; der Ort wird im englischen Schrifttum auch Ayn Djalut geschrieben), fand am 3. September 1260 zwischen den Mamluken von Ägypten und den Mongolen in Palästina nordwestlich des Bergs Gilboa statt, in der Gegend des heutigen En Harod. Sie endete mit einem entscheidenden Sieg der Mamluken. Dies war die erste militärische Niederlage, die das Mongolische Reich hinnehmen musste.

## Vorgeschichte
Die Mongolen unter Hülegü Ilchan hatten 1258 Bagdad erobert und zerstört. 1260 sandte er Botschafter zu Sultan Saif ad-Din Qutuz nach Kairo, die seine Unterwerfung forderten. Qutuz ließ die Botschafter hinrichten und bereitete sich nun auf die mongolische Invasion vor. Während Hülegü nach Syrien vordrang, erreichte ihn die Nachricht vom Tod des Großkhans, seines Bruders Möngke Khan. Da die Nachfolgefrage ungeklärt war, kehrte Hülegü mit einem Großteil seines Heeres eiligst in die Mongolei zurück. Die in Syrien verbleibenden mongolischen Truppen stellte er unter das Kommando seines Stellvertreters Kitbukha.
Die Mongolen versuchten, sich mit den verbliebenen Kreuzfahrerstaaten zu verbünden, was diesen von Papst Alexander IV. untersagt wurde. Fürst Bohemund VI. von Antiochia und Tripolis verbündete sich mit den Mongolen und wurde dafür Anfang 1260 exkommuniziert. Das Königreich Jerusalem bevorzugte die Seite der Mamluken, versuchte aber möglichst neutral zu bleiben. So wies das Königreich Qutuz’ Bündnisangebote zurück, gewährte ihm aber freien Durchzug durch seine Ländereien.
Qutuz rückte im Juli/August 1260 mit seinem Heer über Gaza die Küste Palästinas entlang bis vor die Tore von Akkon vor. Sein ägyptisches Heer hatte er um eine Reitereinheit aus choresmischen Söldnern (Khwarezmiyya) verstärkt; außerdem begleitete ihn ein Kontingent des Ayyubiden-Emirs von Karak, mit dem er sich verbündet hatte. Da Hülegü einen Großteil seiner Truppen mit in die Mongolei genommen hatte, war das in Syrien verbliebene mongolische Heer zahlenmäßig unterlegen oder höchstens ebenso stark wie das der Mamluken. Im Heer der Mongolen befanden sich zudem auch Hilfstruppen der in mongolische Abhängigkeit gezwungenen Georgier, Armenier, Rumseldschuken und ayyubidischer Syrer. Die Größe der beiden Heere wird auf je 10.000 bis 12.000 Mann geschätzt.
Während Qutuz sich in Akkon befand, erhielt er Nachricht, dass Kitbukha den Jordan überschritten hatte und in Galiläa eindrang. Er führte sein Heer unverzüglich über Nazareth nach Südosten und erreichte am 2. September 1260 ʿAin Dschālūt in der Gegend des heutigen En Harod. Am nächsten Morgen trafen sie auf das mongolische Heer.

## Schlachtverlauf
Kitbukha hatte die Gegend offenbar nicht ausreichend durch Späher und Kundschafter erkundet. Er wusste jedenfalls nicht, dass sich das gesamte Mamlukenheer in nächster Nähe befand. Qutuz hingegen war sich der Größe des Heeres seiner Gegner bewusst und lockte sie in einen Hinterhalt. Er verbarg seine Hauptstreitkräfte im nahegelegenen Hügelland und offenbarte nur seine Vorhut unter Baibars dem Blick seiner Feinde. Nach einigen Scharmützeln täuschte Baibars einen eiligen Rückzug vor. Kitbukha ging in die Falle, setzte ihm hitzig nach und plötzlich sah sich das ganze mongolische Heer umzingelt. Die Mongolen kämpften mit großer Verbissenheit, so dass Baibars fast nicht in der Lage war, ihrem Angriff zu widerstehen. Als die Mamluken zu wanken begannen, stürzte sich Qutuz selbst in die Schlacht, um sie wieder anzuspornen. Nach wenigen Stunden errangen die Mamluken schließlich die Oberhand. Die Mongolen wurden in die Flucht geschlagen, Kitbukha wurde gefangen genommen und enthauptet. Die schwere Kavallerie der Mameluken hatte die Mongolen im Nahkampf besiegt, etwas, das niemandem zuvor gelungen war.

## Folgen
In der Folge der Schlacht vertrieben die Mamluken die Mongolen wieder aus Syrien. Fünf Tage nach der Schlacht zog Qutuz in Damaskus ein. Nachdem er Homs und Hama erobert hatte, setzte er dort deren ehemalige ayyubidische Emire wieder ein. Binnen eines Monats eroberte er auch Aleppo. Auf dem Weg zurück nach Kairo wurde Qutuz im Deltagebiet des Nils von Baibars ermordet, der sich anschließend selbst als Sultan der Mamluken einsetzte.
Der Schlacht beim Quellort ʿAin Dschālūt wurde wiederholt „welthistorische“ Bedeutung zugemessen, da sie die mongolische Westexpansion gestoppt und einen Wendepunkt in der mongolischen Kriegführung dargestellt habe. Erstmals seien die Mongolen entscheidend geschlagen worden – bei vorangegangenen Niederlagen hatten sie in einer zweiten Auseinandersetzung stets gewonnen, hier war dies das erste Mal anders. Für die Zeitgenossen war diese Sicht späterer Generationen jedoch keinesfalls so eindeutig, weil die mongolische Bedrohung Syriens und Ägyptens damit noch lange nicht beendet war. Auch wenn es Hülegü selbst nie gelingen sollte, bis Ägypten vorzudringen, so erhob das von ihm in Persien begründete Ilchanat weiterhin Anspruch auf die Länder, die von den Mamluken regiert wurden, und seine Herrscher unternahmen bis 1313 noch fünf groß angelegte, letztlich aber vergebliche Feldzüge, um sie zu erobern. „Zur Entscheidungsschlacht wurde ʿAyn Dschalut erst, als sich zeigte, daß die Mongolen nie mehr dauerhaft westlich des Euphrat Fuß fassen konnten.“